# Filmy zgłoszone przez kraje Afryki Subsaharyjskiej do rywalizacji o Oscara w kategorii filmu nieanglojęzycznego
Kategorię „film nieanglojęzyczny” wprowadzono po raz pierwszy do 29. edycji Nagród Akademii Filmowej, której ceremonia odbyła się w 1957 roku. Od tego czasu jedenaście filmów zostało zgłoszonych do rywalizacji przez państwa rejonu Afryki Subsaharyjskiej z wyjątkiem Republiki Południowej Afryki.
Spośród tych krajów tylko film zgłoszony w 1976 przez Wybrzeże Kości Słoniowej zdobył statuetkę.
| Rok (Ceremonia) | Polski tytuł             | Angielski tytuł             | Kraj                          | Język              | Reżyser                       | Rezultat       |
| --------------- | ------------------------ | --------------------------- | ----------------------------- | ------------------ | ----------------------------- | -------------- |
| 1976 (49.)      | Czarne i białe w kolorze | Black and White in Color    | Wybrzeże Kości Słoniowej      | francuski          | Jean-Jacques Annaud           | Wygrana        |
| 1980 (53.)      |                          | Our Daughter                | Kamerun                       | francuski          | Daniel Kamwa                  | Brak nominacji |
| 1989 (62.)      | Babcia                   | Yaaba                       | Burkina Faso                  | mossi              | Idrissa Ouédraogo             | Brak nominacji |
| 1997 (70.)      |                          | Macadam Tribu               | Demokratyczna Republika Konga | francuski          | Zeka Laplaine                 | Brak nominacji |
| 2001 (74.)      |                          | Maangamizi: The Ancient One | Tanzania                      | suahili, angielski | Martin Mhando i Ron Mulvihill | Brak nominacji |
| 2002 (75.)      | Nasz ojciec              | Abouna                      | Czad                          | arabski, francuski | Mahamat Saleh Haroun          | Brak nominacji |
| 2010 (83.)      |                          | The Athlete                 | Etiopia                       | amharski           | Davey Frankel, Rasselas Lakew | Brak nominacji |
| 2012 (85.)      | Półżywy w Nairobi        | Nairobi Half Life           | Kenia                         | suahili            | David Gitonga                 | Brak nominacji |
| 2013 (86.)      |                          | GriGris                     | Czad                          | arabski, francuski | Mahamat Saleh Haroun          | Brak nominacji |
| 2014 (87.)      |                          | Difret                      | Etiopia                       | amharski           | Zeresenay Berhane Mehari      | Brak nominacji |
| 2014 (87.)      | Timbuktu                 | Timbuktu                    | Mauretania                    | francuski          | Abderrahmane Sissako          | Nominacja      |